# تشارلز كلارك (محامي)
تشارلز كلارك (بالإنجليزية: Charles Clark)‏ هو قاضي وضابط ومحامي أمريكي، ولد في 12 سبتمبر 1925 في ممفيس في الولايات المتحدة، وتوفي في 6 مارس 2011 في ماديسون في الولايات المتحدة.